# Jennifer Gillom
Jennifer Gillom (Abbeville, 13 juni 1964) is een voormalig Amerikaans basketbalspeelster. Zij won met het Amerikaans basketbalteam de gouden medaille tijdens de Olympische Zomerspelen 1988. Ook won ze goud als assistent-coach in 2012.
Gillom speelde voor het team van de University of Mississippi. In 1997 maakte ze haar WNBA-debuut bij de Phoenix Mercury. Ze speelde in totaal 6 seizoenen bij deze club.
Tijdens de Olympische Zomerspelen 1988 in Seoel won ze olympisch goud door Joegoslavië te verslaan in de finale met 77-70. Ook won ze het Wereldkampioenschap basketbal 1986 en in 2002.
Na haar carrière als speler werd zij basketbalcoach. In 2010 won ze als assistent-coach goud met het Amerikaanse vrouwenbasketbalteam tijdens het Wereldkampioenschap basketbal 2010. Twee jaar later won ze goud tijdens de Olympische Zomerspelen 2012. Gillom werd in 2009 toegevoegd aan de Women’s Basketball Hall of Fame.